# The Unknown Wife
The Unknown Wife è un film muto del 1921 diretto da William Worthington.

## Trama
Dopo aver scontato una pena detentiva, Donald Grant - uscito dal carcere - incontra Helen Wilburton. La ragazza, innamorata, accetta di sposarlo. La prima notte di nozze avviene un furto di cui viene incolpato Grant che, a causa di questa accusa, perde il suo lavoro in fabbrica. Ciò nonostante, la moglie gli resta accanto fino a quando il vero colpevole, in punto di morte, confessa di essere lui il ladro, discolpando completamente Grant.

## Produzione
Il film fu prodotto dalla Universal Film Manufacturing Company con il titolo di lavorazione Three at the Table.

## Distribuzione
Il copyright del film, richiesto dalla Universal Film Manufacturing Co., fu registrato il 7 marzo 1921 con il numero LP16260. Distribuito dalla Universal Film Manufacturing Company, uscì nelle sale cinematografiche statunitensi il 14 marzo 1921.
Non si conoscono copie ancora esistenti della pellicola che viene considerata presumibilmente perduta.